# Паркер (Південна Дакота)
Паркер (англ. Parker) — місто (англ. city) в США, в окрузі Тернер штату Південна Дакота. Населення — 1194 особи (2020).

## Географія
Паркер розташований за координатами 43°23′52″ пн. ш. 97°8′1″ зх. д. / 43.39778° пн. ш. 97.13361° зх. д. (43.397758, -97.133516).  За даними Бюро перепису населення США в 2010 році місто мало площу 2,99 км², уся площа — суходіл.

## Демографія
Згідно з переписом 2010 року, у місті мешкали 1022 особи в 438 домогосподарствах у складі 292 родин. Густота населення становила 342 особи/км².  Було 489 помешкань (164/км²).
Расовий склад населення:
| - 97,1 % — білих - 0,6 % — корінних американців - 0,3 % — чорних або афроамериканців - 0,2 % — вихідців з тихоокеанських островів - 0,1 % — азіатів |

До двох чи більше рас належало 1,8 %. Частка іспаномовних становила 2,0 % від усіх жителів.
За віковим діапазоном населення розподілялося таким чином: 25,3 % — особи молодші 18 років, 56,8 % — особи у віці 18—64 років, 17,9 % — особи у віці 65 років та старші. Медіана віку мешканця становила 39,8 року. На 100 осіб жіночої статі у місті припадало 94,7 чоловіків;  на 100 жінок у віці від 18 років та старших — 90,8 чоловіків також старших 18 років.
Середній дохід на одне домашнє господарство  становив 59 478 доларів США (медіана — 51 691), а середній дохід на одну сім'ю — 68 837 доларів (медіана — 60 294). За межею бідності перебувало 4,2 % осіб, у тому числі 5,7 % дітей у віці до 18 років та 2,4 % осіб у віці 65 років та старших.
Цивільне працевлаштоване населення становило 582 особи. Основні галузі зайнятості: освіта, охорона здоров'я та соціальна допомога — 24,1 %, роздрібна торгівля — 13,1 %, виробництво — 10,7 %, будівництво — 8,8 %.